# تشارلي إروين
تشارلي إروين (بالإنجليزية: Charlie Irwin)‏ هو لاعب كرة قاعدة أمريكي، ولد في 15 فبراير 1869 في كلينتون في الولايات المتحدة، وتوفي في 21 سبتمبر 1925 في شيكاغو في الولايات المتحدة.

## وصلات خارجية
- تشارلي إروين على موقعبيزبول رفرنس.كوم (الدوري الرئيسي) (الإنجليزية)